# Showrooming

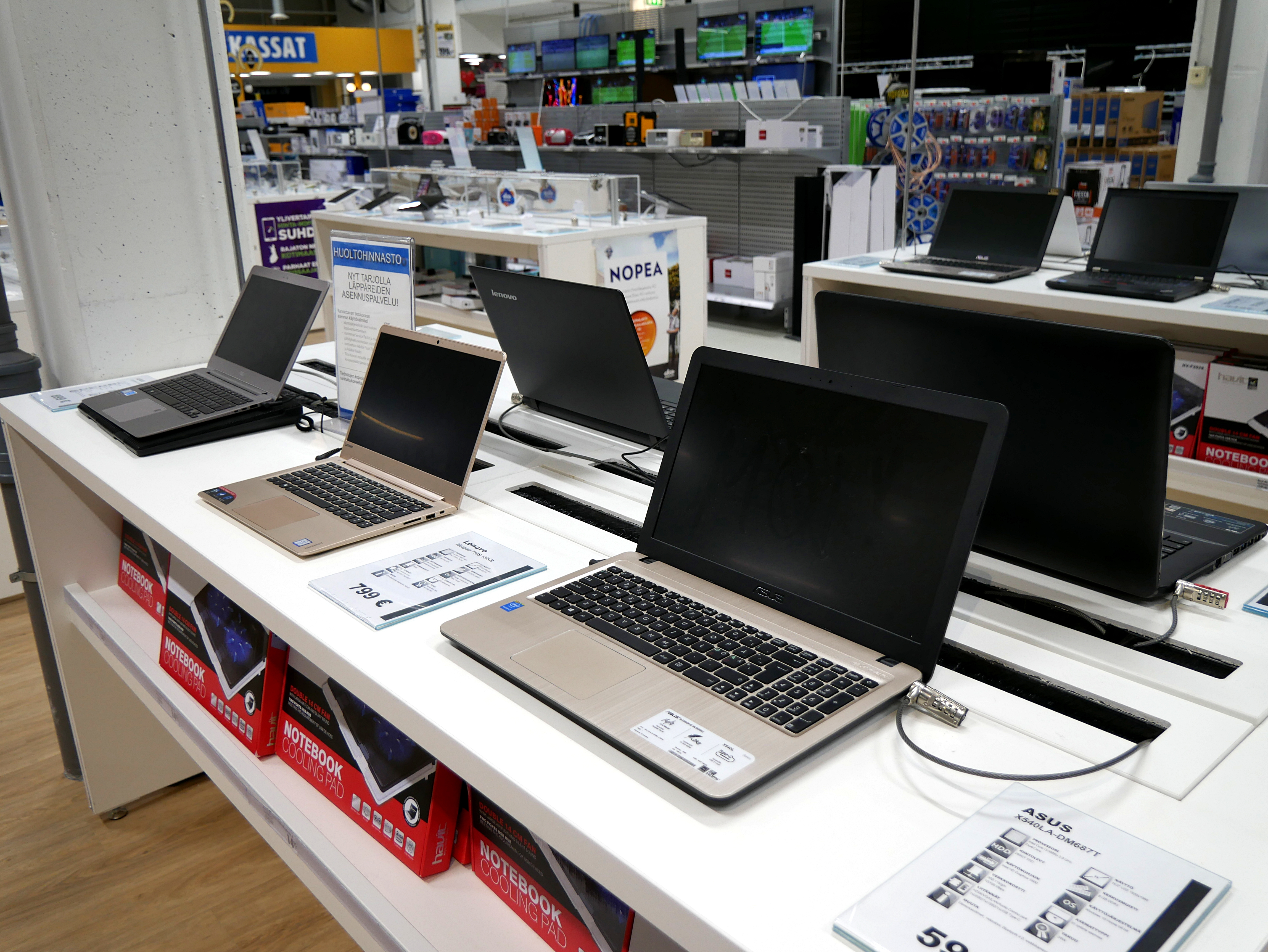
Các mặt hàng điện tử là một trong những mặt hàng thường xuyên được khách hàng kiểm tra trong một cửa hàng bán lẻ trước khi mua hàng trực tuyến.

Showrooming là hành vi xem mẫu sản phẩm tại các cửa hàng bán lẻ truyền thống (hay còn gọi là doanh nghiệp gạch - vữa) nhưng lại quyết định mua hàng trực tuyến với giá rẻ hơn. Showrooming khiến cho đơn vị kinh doanh trực tuyến được lợi vì họ không tốn chi phí vận hành cửa hàng. Từ đó, họ đề xuất mức giá rẻ hơn cho khách hàng.
Trái nghĩa với Showrooming là Webrooming

## Khởi nguồn
Vào năm 2010, những phân tích số liệu liên quan đến ngành bán lẻ ở Hoa Kỳ bắt đầu dấy lên tranh cãi về việc Best Buy chỉ còn là nơi để trưng bày sản phẩm để rồi Amazon lại là kẻ hưởng lợi - doanh số tăng mạnh mẽ nhờ lợi thế giá cả. Kể từ đó, cụm từ “showrooming”   ra đời.

## Mức độ thịnh hành của Showrooming
Một nghiên cứu vào năm 2012 chỉ ra 35% người tiêu dùng Hoa Kỳ có hành vi showrooming và một nửa số lượng nằm ở độ tuổi từ 25 đến 34. Một cuộc khảo sát 750 người tiêu dùng Hoa Kỳ vào năm 2013 cho biết 73% người dùng trả lời rằng họ   đã có hành vi showrooming trong 6 tháng đổ lại. Tuy nhiên, dữ liệu tính trong ba năm được Deloitte thu thập và phân tích lại đưa ra quan điểm ngược lại, rằng như một phần của quy trình mua sắm, những khách hàng sử dụng thử thiết bị kỹ thuật số tại cửa hàng thực sự có nhiều khả năng mua hàng hơn chứ không ít hơn.

## Lý do của hành vi Showrooming
Showrooming dần nổi lên nhờ sự xuất hiện dày đặc của M-shopper. Hành vi dựa dẫm vào chiếc điện thoại để tra cứu mọi thông tin về sản phẩm đã phần nào tiếp tay cho sự cân nhắc giá cả mạnh mẽ hơn mỗi khi khách hàng đến cửa hàng xem mẫu sản phẩm. Do đó, họ dễ dàng đi đến quyết định mua ở nơi có giá cả ưu ái hơn như dù họ đã có một trải nghiệm khá tốt tại cửa hàng.

## Những hệ quả đầy thách thức trong thời gian đầu Showrooming xuất hiện
Trong thời kỳ đầu bùng phát hành vi showrooming, hệ quả để lại không chỉ khiến cho các nhà bán lẻ sụt giảm doanh số mà còn gặp phải chi phí tổn hao sản phẩm trưng bày khi các sản phẩm bị đụng chạm bởi khách hàng nhiều lần.
Các nhà bán lẻ lúc bấy giờ đã đưa ra các hướng giải quyết như sau:
- Nhiều nhà bán lẻ chọn cách giảm giá khủng để chống lại hành vi showrooming của khách hàng. Riêng các doanh nghiệp tư nhân chọn tăng thêm giá trị cho sản phẩm bằng cách bổ sung dịch vụ hoặc những chiến lược khuyến khích khách hàng trao đổi thông tin cởi mở hơn, trực tiếp hơn tại cửa hàng để không cất công tìm kiếm trên trực tuyến.
- Một vài nhà bán lẻ như Target thì chọn bán những sản phẩm độc quyền cho chính doanh nghiệp mình. Walmart khuyến khích khách hàng mua tại cửa hàng để không phải tốn phí vận chuyển như khi đặt hàng trực tuyến.
- Một vài cửa hàng thời trang chuyên môn ở Hoa Kỳ và Úc ra luật “tính phí” nếu khách hàng xem mẫu và số phí này sẽ được hoàn trả 100% nếu khách hàng mua sản phẩm tại cửa hàng.
- Best Buy đã đảm bảo giá bán trực tuyến trên Amazon.com khớp với giá bán tại cửa hàng.[6]

Thế nhưng, làm cách nào để các cửa hàng bán lẻ có thể bán với giá thấp hơn trong khi họ phải chịu chi phí cao gồm chi phí vận hành cửa hàng, chi phí nhân viên, chi phí tổn hao hay làm thế nào để đạt được lợi nhuận tính theo dài hạn?

## Ảnh hưởng từ hành vi người tiêu dùng
- Không phải loại sản phẩm nào cũng được người tiêu dùng quyết định mua chóng vánh bằng hình thức showrooming.
- Không phải M-shopper nào cũng dùng điện thoại chỉ để so sánh giá cả.
- Thời gian gần đây, người dùng tập trung vào trải nghiệm hơn là sản phẩm. Vì thế, giá cả lúc này không hẳn là ưu tiên hàng đầu đối với đại đa số người tiêu dùng.

## Cơ hội
- Kích thích hành vi mua tức thời của khách hàng bằng nhiều hình thức như khuyến mãi nếu mua tại cửa hàng, giảm giá, cách thức trưng bày, sự nhiệt tình nhân viên,...
- Tiếp cận trực tiếp và dễ dàng hình thành mối quan hệ lâu dài với khách hàng hơn.
- Dễ làm hài lòng trải nghiệm thực của khách hàng hơn.

## Chiến lược dài hạn bằng cách tận dụng hành vi showrooming
- Đầu tư vào nhân viên[6]: những người có thể trực tiếp tiếp xúc với khách hàng có lẽ là nguồn tài nguyên lớn nhất mà các cửa hàng bán lẻ có. Thay vì xem việc duy trì chi phí nhân viên là một gánh nặng, doanh nghiệp nên xây dựng quan hệ lâu dài và đầu tư vào sự chuyên nghiệp, thái độ tích cực cho họ. Để có mối quan hệ tốt với khách hàng, chúng ta phải có quan hệ tốt với nhân viên.
- Đầu tư vào cách bày biện trang trí cửa hàng (Visual Merchandising) là một trong những cách tinh tế để kích thích hành vi mua tức thời.[7]
- Đa dạng hóa sản phẩm tại cửa hàng hơn những sản phẩm bán trực tuyến để kích thích khách hàng mua tại chỗ.[8]
- Thay vì coi các nhà bán lẻ trực tuyến hay hình thức thương mại điện tử như kẻ thù, hợp tác để đôi bên cùng có lợi. Như Hubert Joly đã nói “Chúng tôi không muốn hạ bệ Amazon cũng như xem việc này như một ván cờ được - mất” [6], việc Best Buy kết hợp với Amazon không chỉ giúp doanh nghiệp điều chỉnh giá sao cho khớp với giá tại cửa hàng mà còn tăng mức độ phủ sóng, tiếp cận của thương hiệu đến khách hàng.
- Tích hợp trải nghiệm[8] của khách hàng tại cả cửa hàng và trực tuyến để tối ưu mọi điểm chạm với khách hàng (tiếp cận đa kênh). Theo như một nghiên cứu từ Coversant năm 2019, 58% những khách hàng tìm kiếm thông tin sản phẩm online và thực hiện mua tại cửa hàng trong khi 46% những khách hàng xem xét sản phẩm tại cửa hàng và thực hiện mua trên trang trực tuyến. Từ đó, ta thấy việc ra quyết định của khách hàng tuy có khác nhau về cách thức nhưng nếu doanh nghiệp biết cách mở rộng điểm chạm đến họ, doanh nghiệp sẽ được lợi rất nhiều.